# Liste de personnes transgenres assassinées
 (décembre 2019).
- Si vous ne connaissez pas le sujet, laissez ce bandeau (vous pouvez alors contacter les auteurs).
- Si vous supprimez le contenu mis en cause (vous pouvez préalablement contacter les auteurs),

argumentez précisément cette suppression dans la page de discussion
(un manque de référence n'est pas un argument ; une recherche réelle de référence doit avoir été effectuée, être formellement documentée).
Cet article liste les personnes trans victimes d'assassinats.
Le Trans Murder Monitoring est un projet mené par l'association Transgender Europe qui surveille, collecte et analyse les annonces d'homicides de personnes trans dans le monde entier depuis 2009.

## 1993
- Brandon Teena, un homme trans de 21 ans, a été violé et assassiné à Falls City au Nebraska, le 31 décembre 1993[2]. Deux hommes ont été reconnus coupables de son assassinat, et son histoire a été le sujet du film Boys Don't Cry, qui a permis à Hilary Swank de remporter l'Oscar de la meilleure actrice pour son interprétation de Brandon[2].

## 1998
- Rita Hester, une femme transgenre, a été retrouvée sur le plancher de son appartement à Allston, dans le Massachusetts, le 28 novembre 1998. Elle avait subi plusieurs coups de couteau et est décédée plus tard à l'hôpital[3].

## 2002
- Gwen Araujo de Newark, Californie (morte en octobre 2002), une adolescente transgenre américaine, a été tuée par quatre hommes, dont deux avec qui elle avait eu des rapports sexuels, qui l'ont frappée et étranglée après avoir découvert son anatomie masculine[4],[5],[6]. Deux des accusés ont plaidé coupable pour assassinat[7], sans être reconnus coupables de crime haineux. Les deux autres accusés ont plaidé coupable pour homicide volontaire[7],[8].

## 2003
- Shelby Tracy Tom était une canadienne transgenre travailleuse du sexe à North Vancouver, Canada qui a été tuée par Jatin Patel le 27 mai 2003[9]. Selon Patel, lors d'une relation sexuelle avec elle, il remarqua ses cicatrices de chirurgie, à la suite de quoi il a paniqué et l'a étranglée. Le procureur a tenté de classer sa mort comme un crime haineux, mais la Cour suprême de la Colombie-Britannique a jugé que le crime n'avait pas été motivé par la haine, car il ne connaissait pas son identité transgenre lors de sa rencontre avec elle, et n'a donc pas pu spécifiquement la prendre pour cible pour cette raison[10]. L'avocat de Patel a utilisé l'argument de la "gay panic defense", qui a plaidé coupable pour 'homicide involontaire et a été condamné à neuf ans de prison. Tom, la victime travailleuse du sexe, a passé sa vie à aider les personnes défavorisées du quartier de Downtown Eastside à Vancouver.

## 2008
- Larry King d'Oxnard, Californie, était un gay ou bisexuel[11] de 15 ans, élève de huitième année qui a été abattu à son école le 12 février 2008. Il portait des vêtements variants de genre, des bijoux et du maquillage[12] et avait fait son coming out en tant que gay à l'école[12]. King était sujet de moqueries et embêté par ses camarades par rapport à son efféminement et le fait d'être gay[11]. Dans la matinée du 12 février, Lawrence était dans le laboratoire d'informatique de l'école avec 24 autres étudiants. Un camarade de quatorze ans, Brandon McInerney a été vu à plusieurs reprises en fixant King pendant la classe. À 08h15, McInerney a tiré deux fois dans la tête de King avec d'une arme de poing[13]. King a été déclaré en état de mort cérébrale le lendemain mais on a préservé ses organes pour donation[12]. Le persécuteur McInerney a été jugé comme un adulte d'assassinat et crime haineux avec préméditation et possession d'un revolver[12]. Le crime a été reconnu pour être le cas de crime haineux le plus grave de 2008. Newsweek l'a décrit comme « le crime le plus anti-gay depuis l'assassinat de 1998 de Matthew Shepard », en attirant l'attention sur les questions de la violence armée, ainsi que l'expression du genre et la sexualité des adolescents. Le 21 novembre 2011, McInerney a plaidé coupable d'assassinat, homicide volontaire et détention d'arme à feu. Il a été condamné à 21 ans de prison sans crédit accordé pour le temps passé avant le procès et aucun crédit à donner pour bonne conduite, commençant dans un centre pour mineurs puis d'un transfert à la prison à ses 18 ans[11].
- Angie Zapata était une femme trans qui a été assassinée le 17 juillet 2008, à Greeley, Colorado. Sa mort a été la première à être jugée comme crime haineux[14]. Le Colorado est l'un des états sur les onze qui protègent les victimes transgenres en vertu des lois sur les crimes haineux aux États-Unis. Allen Andrade, qui a appris à dix-huit ans qu'Angie était transgenre après avoir passé plusieurs jours avec elle, l'a battue à mort avec un extincteur. Dans son mandat d'arrêt, Andrade appelle Zapata « it » ("ça")[15], et lors de son procès, une conversation téléphonique est passée dans laquelle il dit à son amie « les choses gay doivent mourir »[16]. Les avocats d'Andrade ont utilisé l'argument du gay panic defense, ce qui implique qu'Andrade a soudainement « cassé » quand il a appris que Zapata n'est pas née biologiquement femme. Le 22 avril 2009, Andrade a été reconnu coupable d'assassinat, de crime haineux, et vol de voiture. Il a été condamné à la prison à vie sans possibilité de libération conditionnelle[17].

## 2011
- Dee Dee Pierson est morte le 24 décembre 2011. Kenyon Jones a avoué l'assassinat, disant à la police qu'il avait payé Pierson pour avoir une relation sexuelle avec elle et quand il a découvert qu'elle était transgenre, il s'est mis en colère et l'a tuée[18],[19].

## 2012
- Brandy Martell a été abattue le 29 avril à Oakland, en Californie[20].

## 2013
- Cernia 'Ce Ce' Dove (Acoff), 20 ans, a été étranglée dans la zone de Cleveland le 5 janvier par Andrey Bridges, les autorités l'ont confirmé plus tard[21]. Son corps a été trouvé en bas d'un pont le 17 avril avec une corde autour de sa taille pour y attacher un bloc de béton. Elle avait été portée disparue le 27 mars.
- Ashley Sinclair a été tuée le 4 avril[22].
- Mylène Mallet, 42 ans, a été tuée à Limoges le 25 juillet 2013[23].
- Islan Nettles, 21 ans, a été frappée à mort à Harlem le 17 août après qu'un groupe d'hommes l'aient accostée, ainsi que deux de ses amis transgenres[24].
- Dwayne Jones, morte en Jamaïque[25].

## 2014

### Eurasie
- Çağla Joker a été abattue à Istanbul le 21 avril alors qu'elle était avec une autre femme trans qui a également été atteinte mais qui a survécu[26].
- Keeta Bakhsh est morte des suites d'un passage à tabac de la police le 23 octobre à Bahawalpur, au Pakistan, qui a eu lieu quand la police a perquisitionné sa maison. La police a initialement fait valoir que ses blessures étaient dues au saut du fourgon de police lorsqu'il était en mouvement, mais depuis, le chef du raid a été suspendu de ses fonctions[26].
- Mahadevi a été poussée hors d'un train en marche à Bangalore, en Inde, le 24 septembre. C'était une jeune femme trans handicapée de 22 ans[26].

### Amérique du Nord
- Tiffany Edwards a été tuée par Quamar Edwards, sans rapport, le 26 juin à Walnut Hills, Ohio[26].
- Aniyah Parker est morte le 3 octobre à Los Angeles ; la police a considéré que c'est un vol qui a mal tourné, alors que les attaquants n'avaient pas pris son sac à main. Les défenseurs pensent qu'elle a été ciblée parce qu'elle était transgenre[26].

### Amérique du Sud
- Marcela Duque a été lapidée à mort par un groupe d'assaillants le 9 septembre à Medellin, en Colombie[26].

### Océanie
- Jennifer Laude est morte à Olongapo, Philippines, le 11 octobre[27]. Joseph Scott Pemberton a été reconnu coupable d'assassinat[28]. Pemberton l'a tuée en découvrant qu'elle était transsexuelle en phase pré-opératoire[29].
- Deshawnda Sanchez a été abattue le 3 décembre à Los Angeles[30].

## 2015

### Amérique du Nord

#### États-Unis
- Bri Golec d'Akron (Ohio) a été étranglé à mort par son père, Kevin Golec, le 13 février 2015[31]. Bri avait 22 ans. Selon certaines sources, Bri avait changé d'identité à peu près 1 an avant. Il a depuis été identifié comme un homme pansexuel androgyne. Son père a appelé le 911 après l'agression affirmant que « le culte » avait agressé Brian. Le culte auquel il se référait est un groupe de soutien local pour les personnes trans. Kevin Golec est accusé d'assassinat et de crime et violence domestique[32].

## 2016

### États-Unis
Selon Human Rights Campaign, aux États-Unis en 2016, au moins 23 personnes transgenres ont été assassinées.
- Shante Thompson, une femme transgenre de 34 ans, a été battue à mort avec un ami, à Houston, au Texas, le 11 avril 2016. Des témoins ont rapporté qu'ils ont été assaillis par un groupe d'environ huit personnes sur une route de Midtown[34],[35].
- Rae'Lynn Thomas, une femme transgenre noire de 28 ans, a été atteinte par deux balles devant sa mère, puis battue à mort alors qu'elle suppliait pour sa vie, par James Allen Byrd, le 10 août[36] à Columbus, dans l'Ohio[37]. Byrd l'a appelée « le diable » et a fait des commentaires transphobes[38],[36],[37].

### Europe

#### Royaume-Uni
- William Lound, un homme trans de 30 ans du Royaume-Uni, est mort des suites de ses blessures au couteau le 8 février à l'université de Salford, où il étudiait l'informatique[39],[40].

### Amérique du Sud

#### Brésil
- Jessica Mendes Cavalcanti, une femme trans de 24 ans a été encerclée par deux jeunes hommes, puis mortellement poignardée dans le quartier Canaa d'Uberlândia le 19 avril. L'un des suspects qui a été arrêté par la police a avoué que son mobile était le fait que Cavalcanti soit transgenre[41].

## 2017

### Brésil
Le 17 février 2017 à Fortaleza dans le Nord-Est du Brésil, Dandara Dos Santos (pt), une femme trans âgée de 42 ans, est battue à mort par des agresseurs qui filment le passage à tabac . Après que la diffusion de la vidéo sur le web a provoqué un scandale public, cinq hommes ont été condamnés pour ce meurtre en 2018 .

### États-Unis
Selon Human Rights Campaign, aux États-Unis en 2017, au moins 29 personnes transgenres ont été assassinées.

## 2018
La mort de Vanesa Campos est le meurtre d'une travailleuse du sexe trans, étrangère en situation irrégulière, abattue à l'âge de 36 ans, au bois de Boulogne à Paris dans la nuit du 16 au 17 août 2018

### États-Unis
Selon Human Rights Campaign, aux États-Unis en 2018, au moins 26 personnes transgenres ont été assassinées.

## 2019

### États-Unis
Selon Human Rights Campaign, aux États-Unis en 2019, au moins 26 personnes transgenres ont été assassinées[Passage contradictoire].
Bee Love Slater, une femme transgenre de 23 ans, est découverte calcinée dans une voiture abandonnée le mercredi 4 septembre 2019 en Floride. En comptant la mort de cette jeune femme, au moins 22 personnes transgenres ont été tuées en 2019 aux États-Unis[Passage contradictoire],,.

## 2020

### États-Unis
- Serena Angelique Velázquez Ramos, 32 ans, et Layla Pelaez Sánchez, 21 ans, deux jeunes femmes transgenres assassinées à Porto Rico, retrouvées calcinées dans une automobile à Humacao le 21 avril[réf. souhaitée].
- Michelle Ramos Vargas, 33 ans, jeune femme trans étudiante en sciences infirmières, son corps retrouvé le 30 septembre à San German (Porto Rico) avec de multiples blessures par balles[réf. souhaitée].

## 2022
Doski Azad, une jeune femme trans de 23 ans, a été tuée par balles à Dohuk par son frère, qui a alors fuit le Kurdistan irakien. L'ambassadeur des Etats-Unis souhaite voir « poursuivre l’auteur de cet acte dans toute la mesure permise par la loi ». Doski Azad était une artiste maquilleuse réputée,.

## 2023
Brianna Ghey, une lycéenne, a été tuée avec préméditation en Angleterre par de multiples coups de couteau le 11 février 2023. Les auteurs sont un adolescent de Leigh et une adolescente de Warrington. Ils sont déclarés coupables le 20 décembre 2023. Ils encourent la réclusion à perpétuité. Le 21 décembre 2023, le Président du tribunal décide la levée de la protection de l'identité des personnes condamnées pour meurtre. Elles seront nommées lors de l'audience de détermination de la peine qui doit avoir lieu le 2 février 2024 devant la Cour de la Couronne de Manchester,. La juge Amanda Yip les condamne à la prison à perpétuité assortie de peines de sûreté de respectivement 22 ans (pour la fille) et 20 ans (pour le garçon). Des telle peines sont rarement jugées pour des mineurs en Angleterre.

## 2024
Géraldine, une escort girl trans originaire du Pérou est poignardée mortellement le 9 juillet 2024 à Paris dans son appartement par un client âgé de 22 ans. Afin de lui rendre hommage des centaines de personnes se réunissent au Trocadéro.
Kesaria Abramidzé, première blogueuse et mannequin ouvertement transgenre de Géorgie, est assassinée le 18 septembre 2024. Un homme ayant entretenu une relation avec elle est arrêté peu après les faits, et le crime fait réagir jusqu'à la présidente du pays, Salomé Zourabichvili.

## 2025
Le 5 avril 2025, Sara Millerey, une femme trans âgée de 32 ans, est morte à la suite d'une agression manifestement transphobe, à Bello, en Colombie. Sara a été violée puis physiquement agressée (les os de ses jambes et de ses bras ont été cassés), avant d'être jetée vive dans un ravin. Après deux heures passées dans l'eau, elle a été secourue par les pompiers et la police locale, mais elle est décédée des suites de ses blessures le lendemain. L'agression a été filmée et diffusée sur les réseaux sociaux. Les autorités ont offert une récompense d'environ 50 millions de pesos colombiens (11 600 dollars américains) à ceux qui fourniraient des informations utiles permettant d'identifier les auteurs du crime.
Cees faits ont provoqué une vague d'indignation en Colombie, le président Gustavo Petro affirmant même qu'ils indiquaient la présence de "nazis" dans le pays. Les organisations de défense des droits humains du pays indiquent que cet événement tragique s'inscrit dans le cadre de la "violence systématique" contre la communauté trans en Colombie.